# Oaivushvärri
Oaivushvärri är en kulle i Finland. Den ligger i Utsjoki kommun i landskapet Lappland, i den norra delen av landet, 1 000 km norr om huvudstaden Helsingfors. Toppen på Oaivushvärri är 268 meter över havet.
Terrängen runt Oaivushvärri är platt.  Trakten runt Oaivushvärri är nära nog obefolkad, med mindre än två invånare per kvadratkilometer. Det finns inga samhällen i närheten. Omgivningarna runt Oaivushvärri är i huvudsak ett öppet busklandskap.